# Niels Kaj Jerne
Niels Kaj Jerne (London, 1911. december 23. – Castillon-du-Gard, 1994. október 7.) dán immunológus. 1984-ben Georges J. F. Köhlerrel és César Milsteinnel megosztva elnyerte az orvostudományi Nobel-díjat "az immunrendszer változatosságának kifejlődését és szabályozását illető elméleteiért". 

## Tanulmányai
Niels Jerne 1911. december 23-án született Londonban, Hans Jessen Jerne (1877-1950) gyáriparos és feltaláló, valamint felesége, Else Marie Lindberg (1874-1956) öt gyermeke közül a negyedikként. Szülei dánok voltak, de 1910-ben Londonba költöztek, hogy ott beindítsanak egy celluloidgyárat. Az első világháború kitörése után a semleges Hollandiában telepedtek meg, ahol apja Rotterdamban vásárolt egy hűtőházat és idővel meglehetős vagyont gyűjtött. Jerne később azt mondta magáról, hogy nem annyira valamelyik nemzet, hanem az Északi-tenger polgárának érzi magát: gyökerei Dániához kötötték, leginkább hollandul beszélt, de kulturális és politikai eszményei angolok voltak. Egész életében brit és dán kettős állampolgár maradt.
Rotterdamban végezte a középiskolát és 1928-ban érettségizett, meglehetősen közepes eredménnyel. Ezután az Elders & Fyffes banánkereskedő társaságnál talált ügyintézői munkát. Nem volt konkrét elképzelése a jövőjéről, érdekelte Kierkegaard és Nietzsche filozófiája, de apja tanácsára 1931-ben a leideni egyetem kémia szakára iratkozott be. Két év után kibukott az egyetemről.
1934-ben apja nyomására újabb próbát tett a diploma megszerzésére: ezúttal a Koppenhágai Egyetem orvosi szakán. Nem sokkal Dániába érkezése után találkozott Ilse Wahl (1910–1945) cseh festőnővel, akit feleségül vett és 1936-ban született egy fiuk. Ismét félbehagyta az egyetemet és apja (aki ekkor a szalonna pácolásának új bakteriológiai módszereivel kísérletezett) cégénél dolgozott. 1939-ben visszatért tanulmányaihoz, amit a következő évtől a második világháború és a német megszállás megnehezített. További hátráltatást jelentett a felesége művészbarátaival töltött bohém, éjszakázó életstílus.
1941-ben újabb fiuk született és családja eltartása érdekében Jerne 1943-ban titkári másodállást vállalt a szabványügyi hivatal oltóanyag-intézetében. Az intézményt még a Népszövetség egészségügyi bizottsága alapította az 1920-as években és célja a oltóanyagok nemzetközi szabványosítása volt. Jerne rájött, hogy jó érzéke van a statisztikához és a biometriához és belevetette magát az antigének és antiszérumok analízisébe.
1945-ben felesége megtudta, hogy Jerne megcsalja a legjobb barátnőjével, Adda Sundsig-Hansennel (1914–1993). Ilse nem akart elválni, Jerne viszont ragaszkodott a váláshoz, emiatt a felesége 1945 őszén gázzal öngyilkos lett. 

## Tudományos munkássága
1947-ben megszerezte orvosi diplomáját és a klinikai gyakorlat és Addával való házassága után úgy döntött, hogy orvosi kutatással fog foglalkozni. A szabványügyi hivatal vezetője, Ole Maaløe (aki később a dán molekuláris biológia úttörője lett) javaslatára a diftériatoxin és a toxin elleni szérum kötődésének kinetikáját (a kötőerőt, ún. "aviditást") vizsgálta; ebből írta 1951-ben doktori disszertációját is. 

### Az immunrendszer szelekciós elmélete

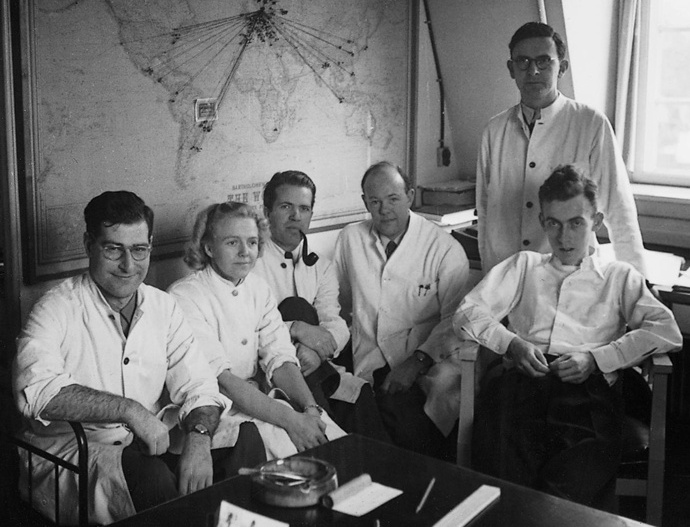
Ole Maaløe laboratóriuma 1950-ben. Jobbra hátul Niels Jerne, jobbra elöl James Watson

Kísérleteinek egyik váratlan megfigyelése volt, hogy az aviditás az immunizáció során egyre növekszik, vagyis minél később veszik a szérummintát, annál erősebben kötnek az antitestek a toxinhoz (vagy más antigénhez). Jerne ezután – annak hatására, hogy Maaløe fágkutatással kezdett foglalkozni és laboratóriumában néhány hónapot James Watson is eltöltött – kidolgozott egy érzékenyebb bakteriofág-fágellenanyag rendszert az aviditás növekedésének ellenőrzésére. Kísérleteit egy időre fel kellett függesztenie, mert a WHO megbízásából az ázsiai szérumszabványosító laboratóriumait ellenőrizte. 1954-ben bebizonyította, hogy a vérben már azelőtt léteznek specifikus antitestek, hogy a szervezet a velük kapcsolódó antigénnel találkozhatott volna. Jerne kidolgozott egy elméletet, hogy a vérszérumban az összes létező antitest megtalálható, de amikor egy bizonyos antigénnel kapcsolatba kerülnek, akkor a hozzákötődő antitestet a szervezet elkezdi felszaporítani. Minél erősebben köt, annál erősebb a szaporítás. Ezzel az elmélettel magyarázni tudta a kötőerő növekedését is: a fertőzés elején még csak a nagyjából kötő ellenanyagok szaporodnak fel, később pedig a ritka, speciális antitesteknek is lehetőségük nyílik az immunreakcióra.
A korabeli immunológusok lehetetlennek ítélték, hogy a sokmillió-féle antigén-molekula mindegyike ellen kész ellenanyag legyen a szervezetben és úgy vélték, hogy azok az immunreakció folyamán jönnek létre. Ennek az elméletnek egyik prominense Linus Pauling volt, aki úgy gondolta, hogy az immunglobulinok valamiképpen az antigén köré tekeredve hozzák létre struktúrájukat, amivel felismerik a többi antigén-molekulát.
Jerne 1954-55-ben kutatói ösztöndíjjal a California Institute of Technology-ban dolgozott és eközben részletesen kimunkálta "darwini" (a természetes szelekción alapuló) immunológiai elméletét. A molekuláris biológusoknak tetszett a molekuláris evolúció koncepciója, de az immunológusok elvetették. A csalódott Jerne hazatérése után felhagyott a kutatással és elfogadott egy adminisztratív állást a WHO genfi központjában. Itt az oltóanyagok előállításának irányelveit, követelményeit állította össze, képzési programokat szervezett – főleg a fejlődő országokban – és a szervezet megbecsült munkatársává vált.  

### Visszatérése a kutatáshoz
Időközben az immunitás szelekciós elmélete egyre népszerűbbé vált a tudományos közvéleményben, különösen miután Frank Macfarlane Burnet (aki immunológiai kutatásaiért 1959-ben Nobel-díjat kapott) átdolgozta úgy, hogy a szelekció nem az antitesteket, hanem az őket termelő sejteket érintette. Az 1960-as évek elejére az elmélet általánosan elfogadottá vált, Jerne pedig közismert lett. 1962-ben a Pittsburghi Egyetem felajánlotta neki a mikrobiológiai professzori állást, ő pedig elfogadta. Néhány hónappal később Albert Nordinnal közösen kidolgozott egy módszert az antitesttermelő sejtek mennyiségének mérésére. A teszt azon alapult, hogy az antitestek hatására a vörösvérsejtek szétestek; könnyű volt végrehajtani és értékelni. A módszer a immunológiai sejtkutatás kedvenc metódusává vált és Jerne 1963-as cikke, amelyben leírta a tesztet, az 1960-80-as évek egyik legtöbbet idézett orvostudományi közleménye volt. 1966-ban visszatért Európába és elvállalta a frankfurti Paul Ehrlich Intézet vezetését (és a vele járó professzori katedrát). Szeretett volna amerikai mintára – és annak konkurenseként – egy erős európai kutatóközpontot létrehozni, egyik fő szervezője volt az Európai Molekuláris Biológiai Szervezetnek; azonban hamarosan belefáradt a bürokráciával való hadakozásba és 1968-ban elvállalta a Hoffmann-La Roche gyógyszercég bázeli immunológiai kutatóközpontjának vezetését. A multinacionális vállalat nagy összegeket áldozott az intézmény létrehozására és működtetésére, amely 1971-es megnyitásakor a világ legnagyobb immunológiai kutatóintézete volt és a későbbiekben olyan Nobel-díjas tudósok dolgoztak benne, mint Tonegava Szuszumu vagy Georges Köhler.
Jernét az 1960-as évek végén és a 70-es években az érdekelte, hogy honnan származik az antitestek szinte végtelen változatossága: eleve benne van a genomban, vagy utólag jön léte az egyedfejlődés során. 1969-ben előállt egy elmélettel, miszerint az ellenanyag-változatosság és az, hogy az immunrendszer felismeri a szervezet saját molekuláit egy folyamatból fakad: az embrionális fejlődés folyamán számtalan, különböző antitestet képző fehérvérsejtklón keletkezik, de amelyik ekkor reagál a saját sejtekkel, az elpusztul. Az elméletet Tonegava a 70-es években részben igazolta (1987-ben Nobel-díjat kapott a rekombinációs mechanizmus felfedezéséért amely viszonylag kis számú génből óriási mennyiségű kombinációt produkál).
1973-ban közzétette harmadik jelentős elméletét az immunrendszer szabályozásáról: eszerint az ellenanyagokon felismerőhelyek vannak, amiket más ellenanyagok képesek felismerni, azokat újabbak stb. és így az egész immunrendszer egyetlen hatalmas önszabályozó hálózatban egyesül. Az elképzelés igen népszerű volt kb. 1980-ig. 

## Kései évei
Jerne 1980-ban nyugdíjba vonult. 1981-82-ben még a párizsi Pasteur Intézet tanácsadójaként dolgozott, de ezután 1964-ben elvett harmadik feleségével, Ursula Kohllal visszavonult a Languedocban, Castillon-du-Gard faluban vett vidéki házába. Itt tovább folytatta elméletei kidolgozását, például a nyelvészet (ebben Noam Chomsky volt fő hivatkozási pontja) és immunológia analógiáiról. Teóriai egyre inkább filozofikus jellegűvé váltak, az immunrendszert egyfajta felismerőrendszerként fogta fel és megkérdőjelezte a kísérletek mindenekfölöttiségét. A biokémián és molekuláris biológián felnőtt új immunológusgeneráció már nem igazán tudott mit kezdeni nézeteivel.
Bár intellektuális befolyása a 80-as évek elején elhalványult, 1984-ben, amikor a Nobel-díj Bizottság Georges Köhlernek és César Milsteinnek, a monoklonális antitestek kifejlesztőinek adta az orvostudományi Nobel-díjat, egyúttal a terület nagy teoretikusát is bevonta a jutalmazottak körébe.

## Díjai, elismerései
- a Gairdner Alapítvány díja (1970)
- Waterford orvostudományi díj (1978)
- Marcel Benoist-díj (1978)
- Paul Ehrlich-díj (1982)
- Fiziológiai és orvostudományi Nobel-díj (1984)

Díszdoktorává avatta a Chicagói (1972), a Columbia (1978), a Koppenhágai (1979), a Bázeli (1981) és a Rotterdami Erasmus Egyetem. Tagja volt az Amerikai Művészeti és Tudományos Akadémiának (1967), a Dán Királyi Tudományos Akadémiának (1969), az amerikai Nemzeti Tudományos Akadémiának (1975), a brit Royal Societynek (1980) és a Francia Természettudományi Akadémiának (1981).

## Személyisége
Jerne nem annyira laboratóriumi kísérletezőnek, hanem inkább kifinomult európai entellektüelnek tartotta magát. Mindig körbelengte egyfajta elitista, elzárkózó szellem és igyekezett a többiektől eltérő, más lenni. Szívesebben olvasott Proustot és Shakespeare-t, mint a Journal of Immunologyt, inkább beszélgetett politikáról és filozófiáról egy pohár bor mellett a barátaival, mint hogy pipettázzon a laboratóriumban. Immunológus körökben számos történetet meséltek képzelőerejéről, vad elméleteiről és munkabírásáról. Ugyanakkor "félresikerültnek" nevezte magát, amiért igyekszik elkerülni a saját élete és a hozzá közel állók iránti felelősséget. Feleségeit többször megcsalta, mert bár nem volt jóképűnek mondható, intellektusával levette a nőket a lábukról. Első feleségétől született két fián kívül (Ivar és Donald) 1971-ben házasságon kívül született még egy fia (Andreas) Gertrud Wettsteintől.
Niels Kaj Jerne 1994. október 7-én halt meg franciaországi otthonában, 82 évesen.